# کاوایکا-آ (آریزونا)
کاوایکا-آ (به انگلیسی: Kawaika-A) یک منطقهٔ مسکونی در ایالات متحده آمریکا است که در آریزونا واقع شده‌است. کاوایکا-آ ۱٬۹۶۰ متر بالاتر از سطح دریا واقع شده‌است.